# فرانز جوسيف كونراد
فرانز جوسيف كونراد هو سياسي ألماني، ولد في 14 أبريل 1944 في Riegelsberg ‏ في ألمانيا، وتوفي في 12 سبتمبر 1985 في بون في ألمانيا. نشط حزبياً في الاتحاد الديمقراطي المسيحي. وقد انتخب عضو في البوندستاغ الألماني خلال فترته النيابية ‏ (14 ديسمبر 1976 – 4 نوفمبر 1980).